# Finale de la Coupe du monde de football

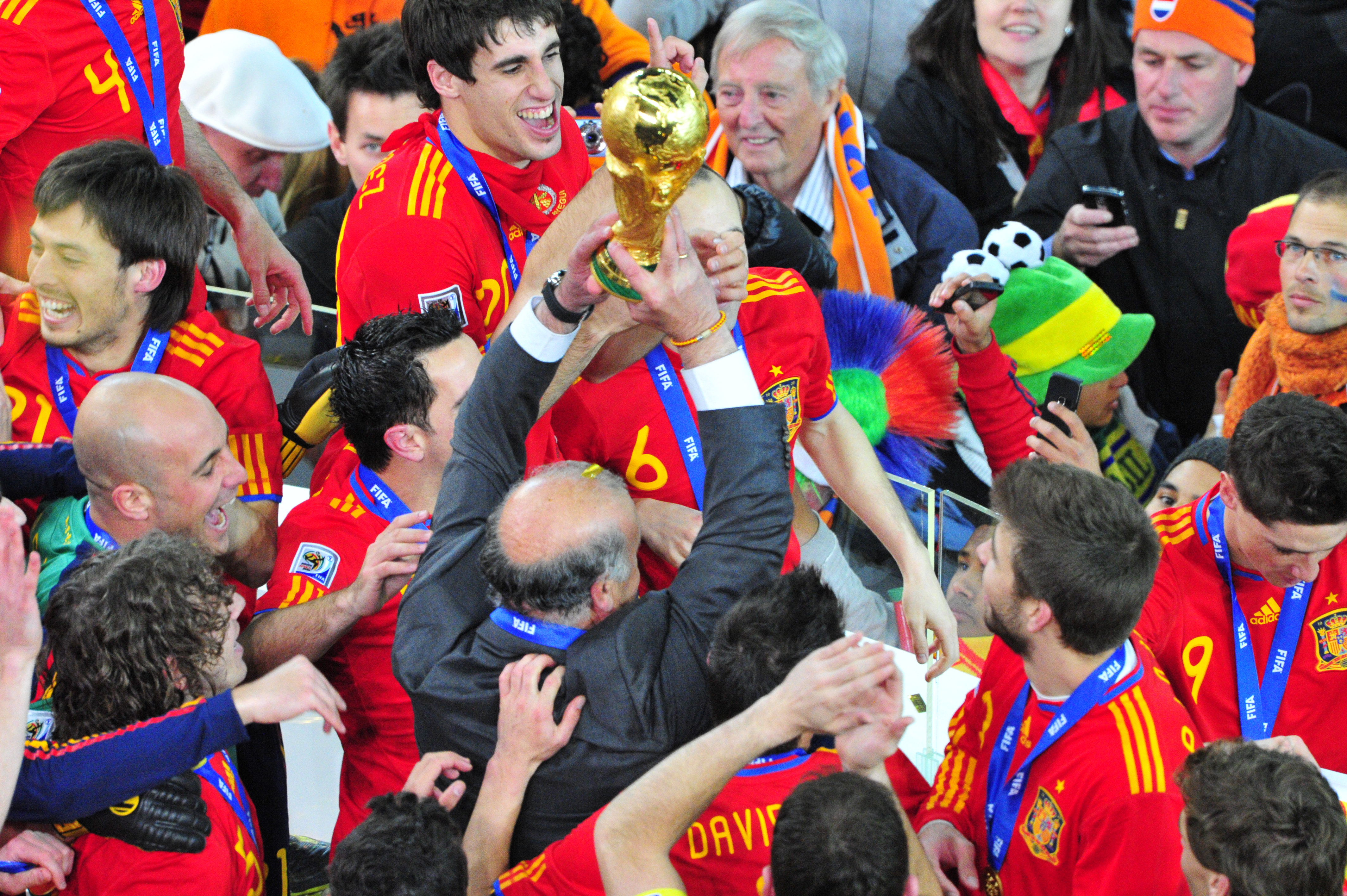
Scène de célébration espagnole après la finale de la Coupe du monde de football de 2010 à Johannesbourg.

La Coupe du monde de football ou Championnat du monde de football ou encore Coupe du monde de la FIFA est une compétition internationale de football qui se déroule ordinairement tous les quatre ans. Cette compétition, créée en 1928 en France, sous l'impulsion de Jules Rimet alors président de la FIFA, est ouverte à toutes les fédérations reconnues par la Fédération internationale de football association (FIFA). Le vainqueur de la Coupe du monde à la fin de la compétition obtient le titre de Champion du monde. La première édition se déroule en 1930 en Uruguay, dont l'équipe nationale sort vainqueur.
La finale de la Coupe du monde de football est la rencontre de football déterminant l'équipe nationale qui remporte la Coupe du monde de football, dont elle constitue le dernier match. Si après 90 minutes de jeu régulier, le score est de parité, une période supplémentaire de 30 minutes, appelée prolongation, est ajoutée. En cas d'égalité à l'issue de la prolongation, le règlement diffère en fonction de l'époque. Jusqu'en 1982, il est prévu de rejouer la finale (mêmes conditions que le premier match), normalement quarante-huit heures plus tard. Dans les faits, aucune finale n'a dû être rejouée. Depuis 1986, en cas d'égalité à l'issue de la prolongation, une séance de tirs au but est organisée. L'équipe remportant la séance de tirs au but est déclarée championne. La première finale décidée par une telle séance a eu lieu en 1994 (Brésil-Italie 0-0 ap, 3 tirs à 2).
Le tournoi a été décidé par une véritable finale à chaque occasion, sauf en 1950 car la compétition se terminait cette année là par une poule finale à quatre équipes (Brésil, Uruguay, Suède et Espagne). Cependant, le hasard du calendrier et des résultats font que lors de la dernière journée les deux seules équipes encore en lice pour le titre se rencontrent dans un match décisif qui présente ainsi les caractéristiques d'une finale. Par conséquent, ce match est considéré par la FIFA comme la finale de facto de la Coupe du Monde 1950. En battant le Brésil (2-1), l'Uruguay s'est assuré la première place du classement et le titre mondial, un point devant son adversaire, deuxième (un match nul aurait sacré le Brésil).

## Listes des finales
| Date             | Lieu                                             | Vainqueur            | Score final           | Finaliste            | Buteur(s) | Affluence |
| ---------------- | ------------------------------------------------ | -------------------- | --------------------- | -------------------- | --- | --------- |
| 30 juillet 1930  | Stade Centenario, Montevideo, Uruguay            | Uruguay              | 4 - 2                 | Argentine            | Uruguay : Dorado (12e), Cea (57e), Iriarte (68e), Castro (90e) Argentine : Peucelle (20e), Stabile (37e)             | 68 346    |
| 10 juin 1934     | Stadio Nazionale del PNF, Rome, Italie           | Italie               | 2 - 1 a.p.            | Tchécoslovaquie      | Italie : Orsi (81e), Schiavio (95e) Tchécoslovaquie : Puč (76e)                                                      | 50 000    |
| 19 juin 1938     | Stade olympique Yves-du-Manoir, Colombes, France | Italie               | 4 - 2                 | Hongrie              | Italie : Colaussi (6e, 35e), Piola (16e, 82e) Hongrie : Titkos (8e), Sárosi (70e)                                    | 45 000    |
| 16 juillet 1950  | Stade Maracanã, Rio de Janeiro, Brésil           | Uruguay              | 2 - 1                 | Brésil               | Uruguay : Schiaffino (66e), Ghiggia (79e) Brésil : Friaça (47e)                                                      | 173 850   |
| 4 juillet 1954   | Stade du Wankdorf, Berne, Suisse                 | Allemagne de l'Ouest | 3 - 2                 | Hongrie              | Allemagne de l'Ouest : Morlock (10e), Rahn (18e, 84e) Hongrie : Puskás (6e), Czibor (8e)                             | 62 471    |
| 29 juin 1958     | Råsunda, Stockholm, Suède                        | Brésil               | 5 - 2                 | Suède                | Brésil : Vavá (9e, 32e), Pelé (55e, 90e), Zagallo (80e) Suède : Liedholm (4e), Simonsson (80e)                       | 49 737    |
| 17 juin 1962     | Estadio Nacional, Santiago, Chili                | Brésil               | 3 - 1                 | Tchécoslovaquie      | Brésil : Amarildo (17e), Zito (69e), Vavá (78e) Tchécoslovaquie : Masopust (15e)                                     | 69 000    |
| 30 juillet 1966  | Wembley, Londres, Angleterre                     | Angleterre           | 4 - 2 a.p.            | Allemagne de l'Ouest | Angleterre : Hurst (18e, 101e, 120e), Peters (78e) Allemagne de l'Ouest : Haller (12e), Weber (90e)                  | 96 924    |
| 21 juin 1970     | Stade Azteca, Mexico, Mexique                    | Brésil               | 4 - 1                 | Italie               | Brésil : Pelé (18e), Gérson (66e), Jairzinho (71e), Carlos Alberto (86e) Italie : Boninsegna (37e)                   | 107 412   |
| 7 juillet 1974   | Olympiastadion, Munich, Allemagne de l'Ouest     | Allemagne de l'Ouest | 2 - 1                 | Pays-Bas             | Allemagne de l'Ouest : Breitner (26e s.p.), Müller (44e) Pays-Bas : Neeskens (2e s.p.)                               | 79 000    |
| 25 juin 1978     | Stade Monumental, Buenos Aires, Argentine        | Argentine            | 3 - 1 a.p.            | Pays-Bas             | Argentine : Kempes (38e, 105e), Bertoni (115e) Pays-Bas : Nanninga (82e)                                             | 71 483    |
| 11 juillet 1982  | Stade Santiago Bernabéu, Madrid, Espagne         | Italie               | 3 - 1                 | Allemagne de l'Ouest | Italie : Rossi (56e), Tardelli (69e), Altobelli (80e) Allemagne de l'Ouest : Breitner (83e)                          | 90 000    |
| 29 juin 1986     | Stade Azteca, Mexico, Mexique                    | Argentine            | 3 - 2                 | Allemagne de l'Ouest | Argentine : Brown (23e), Valdano (56e), Burruchaga (84e) Allemagne de l'Ouest : Rummenigge (74e), Völler (81e)       | 114 580   |
| 8 juillet 1990   | Stadio Olimpico, Rome, Italie                    | Allemagne de l'Ouest | 1 - 0                 | Argentine            | Allemagne de l'Ouest : Brehme (85e s.p.)                                                                             | 73 603    |
| 17 juillet 1994  | Rose Bowl, Pasadena, États-Unis                  | Brésil               | 0 - 0 a.p. 3 t.a.b. 2 | Italie               | | 94 194    |
| 12 juillet 1998  | Stade de France, Paris, France                   | France               | 3 - 0                 | Brésil               | France : Zidane (27e, 45e), Petit (90e)                                                                              | 80 000    |
| 30 juin 2002     | International Stadium, Yokohama, Japon           | Brésil               | 2 - 0                 | Allemagne            | Brésil : Ronaldo (67e, 79e)                                                                                          | 69 029    |
| 9 juillet 2006   | Olympiastadion, Berlin, Allemagne                | Italie               | 1 - 1 a.p. 5 t.a.b. 3 | France               | Italie : Materazzi (19e) France : Zidane (7e s.p.)                                                                   | 75 550    |
| 11 juillet 2010  | Soccer City, Johannesbourg, Afrique du Sud       | Espagne              | 1 - 0 a.p.            | Pays-Bas             | Espagne : Iniesta (116e)                                                                                             | 84 490    |
| 13 juillet 2014  | Stade Maracanã, Rio de Janeiro, Brésil           | Allemagne            | 1 - 0 a.p.            | Argentine            | Allemagne : Götze (113e)                                                                                             | 74 738    |
| 15 juillet 2018  | Stade Loujniki, Moscou, Russie                   | France               | 4 - 2                 | Croatie              | France : Mandžukić (18e csc), Griezmann (38e sp), Pogba (59e), Mbappé (65e) Croatie : Perišić (28e), Mandžukić (69e) | 78 011    |
| 18 décembre 2022 | Stade de Lusail, Lusail, Qatar                   | Argentine            | 3 - 3 a.p. 4 t.a.b. 2 | France               | France : Mbappé (80e sp, 81e, 118e sp) Argentine: Messi (23e sp, 108e), Di Maria (36e)                               | 88 966    |

## Résultats par pays

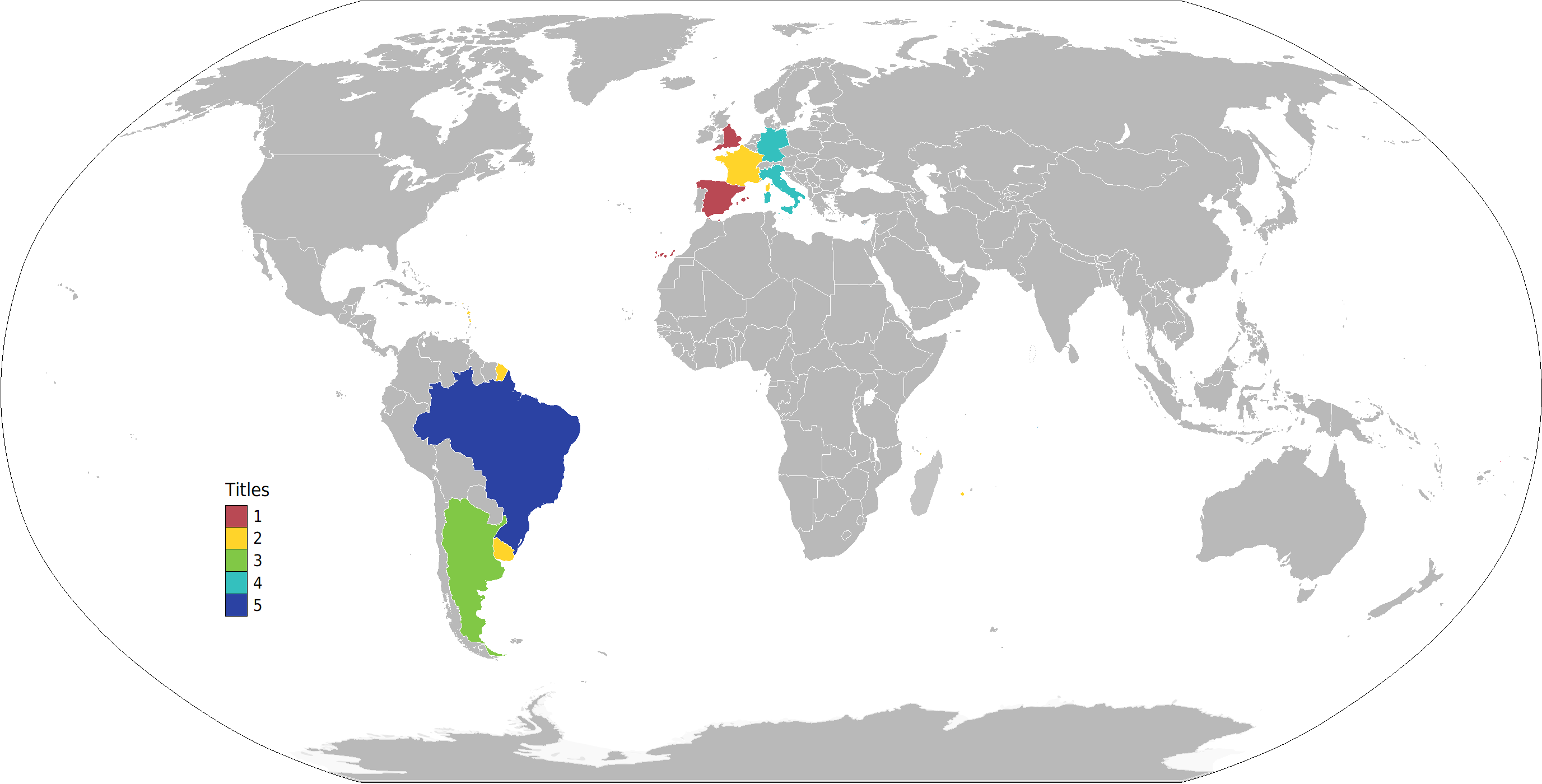
Carte des pays vainqueurs.

| Sélection       | Victoires | Finalistes | Total des participations | Victoires en                 | Finalistes en          |
| --------------- | --------- | ---------- | ------------------------ | ---------------------------- | ---------------------- |
| Brésil          | 5         | 2          | 7                        | 1958, 1962, 1970, 1994, 2002 | 1950, 1998             |
| Allemagne       | 4         | 4          | 8                        | 1954, 1974, 1990, 2014       | 1966, 1982, 1986, 2002 |
| Italie          | 4         | 2          | 6                        | 1934, 1938, 1982, 2006       | 1970, 1994             |
| Argentine       | 3         | 3          | 6                        | 1978, 1986, 2022             | 1930, 1990, 2014       |
| France          | 2         | 2          | 4                        | 1998, 2018                   | 2006, 2022             |
| Uruguay         | 2         | 0          | 2                        | 1930, 1950                   | –                      |
| Angleterre      | 1         | 0          | 1                        | 1966                         | –                      |
| Espagne         | 1         | 0          | 1                        | 2010                         | –                      |
| Pays-Bas        | 0         | 3          | 3                        | –                            | 1974, 1978, 2010       |
| Tchécoslovaquie | 0         | 2          | 2                        | –                            | 1934, 1962             |
| Hongrie         | 0         | 2          | 2                        | –                            | 1938, 1954             |
| Suède           | 0         | 1          | 1                        | –                            | 1958                   |
| Croatie         | 0         | 1          | 1                        | -                            | 2018                   |

## Statistiques
La finale de 1994 entre le Brésil et l'Italie est la seule où aucun but n'a été marqué (0-0).
En 22 coupes du mondes, seules 13 nations ont atteint la finale sur 44 possibles. Tous les participants sont issus de UEFA et CONMEBOL.
Il y a eu 19 affiches différentes sur 22 possibles : seules Allemagne-Argentine (3 fois) et Brésil-Italie (2 fois) ont été jouées plus d'une fois.

### Participations

#### Sélections
L'Allemagne est la sélection nationale qui a joué le plus de finales : huit au total, contre sept pour le Brésil, six pour l'Italie et pour l'Argentine.

#### Joueurs
Pelé est le joueur ayant gagné le plus de finales : il a joué pour le Brésil lors des finales de 1958, 1962 et 1970.

#### Joueurs / Entraineurs
Mario Zagallo, Franz Beckenbauer et Didier Deschamps sont les seuls joueurs ayant remporté la finale en tant que joueurs puis en tant qu'entraineurs.

### Buts et buteurs
La finale de Coupe du monde qui voit le plus de buts est celle de 1958 : sept buts sont marqués, cinq par le Brésil et deux par la Suède.
Ce match est également la première finale à s'achever sur une différence de trois buts, jamais dépassée depuis lors mais rééditée à deux occasions. Lors de la finale de 1970, le Brésil s'impose à nouveau par trois buts d'écart, face à l'Italie sur le score de 4 à 1. En 1998, l'équipe brésilienne subit cette fois une défaite par trois buts, face à la France. La finale de 1998 est ainsi la seule à s'achever sur le maximum de buts de différence sans que l'équipe victorieuse n'en encaisse un seul.
La finale avec le moins de buts est celle de 1994, au cours de laquelle ni le Brésil ni l'Italie ne parviennent à marquer dans le temps réglementaire ou les prolongations. Il faut atteindre les tirs au but pour voir les Sud-Américains s'imposer.
Avec 4 buts en finale, Kylian Mbappé est le meilleur buteur en finale. Dans le détail : un but en 2018 et trois buts en 2022 (2 sur penalty, plus 1 but dans le cours du jeu - sans compter un tir au but transformé, non comptabilisé en tant que but).
Geoffrey Hurst (18’,101’ et 120’) en 1966 et Kylian Mbappé en 2022 (80’(P),81’ et 118’(P)) ont réalisé un triplé en finale.

### Prolongations
Il y a eu 8 finales de la coupe du monde qui ont eu recours à la prolongation dont 3 se sont soldées par une séance de tirs au but.
| Année | Vainqueur  | Finaliste            | Score tps règlementaire | Score a.p. | T.a.b |
| ----- | ---------- | -------------------- | ----------------------- | ---------- | ----- |
| 1934  | Italie     | Tchécoslovaquie      | 1-1                     | 2-1        |       |
| 1966  | Angleterre | Allemagne de l'Ouest | 2-2                     | 4-2        |       |
| 1978  | Argentine  | Pays-Bas             | 1-1                     | 3-1        |       |
| 1994  | Brésil     | Italie               | 0-0                     | 0-0        | 3-2   |
| 2006  | Italie     | France               | 1-1                     | 1-1        | 5-3   |
| 2010  | Espagne    | Pays-Bas             | 0-0                     | 1-0        |       |
| 2014  | Allemagne  | Argentine            | 0-0                     | 1-0        |       |
| 2022  | Argentine  | France               | 2-2                     | 3-3        | 4-2   |